# Tour of the Universe
Tour of the Universe – osiemnasta trasa koncertowa grupy muzycznej Depeche Mode, w jej trakcie odbyły się 102 koncerty w 32 krajach.
| Izrael, Europa, Część #1, Północna i Południowa Ameryka 1. „In Chains” 2. „Wrong” 3. „Hole to Feed” 4. „Walking in My Shoes” 5. „It’s No Good” 6. „A Question of Time” 7. „Precious” 8. „Fly on the Windscreen” 9. Martin Gore - „Jezebel” - „Little Soul” 10. Martin Gore - „A Question of Lust” - „Home” - „Judas” 11. - „Come Back” - „Miles Away/The Truth Is” 12. - „Peace” - „Fragile Tension” - „Policy of Truth” 13. „In Your Room” 14. „I Feel You” 15. - „In Sympathy” - „Policy of Truth” 16. „Enjoy the Silence” 17. „Never Let Me Down Again” 18. - „Stripped” - Martin Gore - „Somebody” - „Shake the Disease” - „A Question of Lust” 19. - „Master and Servant” - „Stripped” 20. - „Strangelove” - „Behind the Wheel” 21. „Personal Jesus” 22. „Waiting for the Night” | Europa, Część #2 i #3 1. „In Chains” 2. „Wrong” 3. „Hole to Feed” 4. „Walking in My Shoes” 5. „It’s No Good” 6. „A Question of Time” 7. „Precious” 8. „World in My Eyes” 9. „Fly on the Windscreen” 10. Martin Gore - „Freelove” - „Clean” - „Dressed in Black” - „Sister of Night” - „Jezebel” - „Insight” - „Judas” - „One Caress” 11. Martin Gore - „Home” 12. - „Miles Away/The Truth Is” - „Come Back” 13. „Policy of Truth” 14. „In Your Room” 15. „I Feel You” 16. „Enjoy the Silence” 17. „Never Let Me Down Again” 18. Martin Gore - „Somebody” - „A Question of Lust” - „Dressed in Black” - „One Caress” 19. „Stripped” 20. - „Behind the Wheel” - „Photographic” 21. „Personal Jesus” |

## Koncerty
1. 6 maja 2009 – Luksemburg – Rockhal
2. 10 maja 2009 – Tel Awiw, Izrael – Itztadion Raman Gat
3. 8 czerwca 2009 – Lipsk, Niemcy – Zentralstadion
4. 10 czerwca 2009 – Berlin, Niemcy – Olympiastadion
5. 12 czerwca 2009 – Frankfurt, Niemcy – Commerzbank-Arena
6. 13 czerwca 2009 – Monachium, Niemcy – Olympiastadion
7. 16 czerwca 2009 – Rzym, Włochy – Stadio Olimpico
8. 18 czerwca 2009 – Mediolan, Włochy – Stadio Giuseppe Meazza
9. 20 czerwca 2009 – Werchter, Belgia – TW Classic Festival
10. 22 czerwca 2009 – Bratysława, Słowacja – Štadión Pasienky
11. 23 czerwca 2009 – Budapeszt, Węgry – Stadion Puskás Ferencs
12. 25 czerwca 2009 – Praga, Czechy – Synot Tip Aréna
13. 27 czerwca 2009 – Paryż, Francja – Le Zénith
14. 28 czerwca 2009 – Nancy, Francja – Le Zénith
15. 30 czerwca 2009 – Kopenhaga, Dania – Parken Stadion
16. 1 lipca 2009 – Hamburg, Niemcy – HSH Nordbank Arena
17. 3 lipca 2009 – Arvika, Szwecja – Arvika Festival
18. 6 lipca 2009 – Carcassonne, Francja – Esplanade Gambetta
19. 8 lipca 2009 – Valladolid, Hiszpania – Estadio José Zorrilla
20. 9 lipca 2009 – Bilbao, Hiszpania – BBK Live Festival
21. 24 lipca 2009 – Toronto, Ontario, Kanada – Molson Amphitheatre
22. 25 lipca 2009 – Montreal, Quebec, Kanada – Centre Bell
23. 28 lipca 2009 – Bristow, Wirginia, USA – Nissan Pavillion
24. 31 lipca 2009 – Mansfield, Massachusetts, USA – Comcast Center
25. 1 sierpnia 2009 – Atlantic City, New Jersey, USA – Borgata Event Center
26. 3 sierpnia 2009 – Nowy Jork, Nowy Jork, USA – Madison Square Garden
27. 4 sierpnia 2009 – Nowy Jork, Nowy Jork, USA – Madison Square Garden
28. 7 sierpnia 2009 – Chicago, Illinois, USA – Lollapalooza Festival
29. 10 sierpnia 2009 – Seattle, Waszyngton, USA – KeyArena
30. 16 sierpnia 2009 – Los Angeles, Kalifornia, USA – Hollywood Bowl
31. 17 sierpnia 2009 – Los Angeles, Kalifornia, USA – Hollywood Bowl
32. 19 sierpnia 2009 – Anaheim, Kalifornia, USA – Honda Center
33. 20 sierpnia 2009 – Santa Barbara, Kalifornia, USA – Santa Barbara Bowl
34. 22 sierpnia 2009 – Las Vegas, Nevada, USA – Pearl Concert Theater
35. 23 sierpnia 2009 – Phoenix, Arizona, USA – US Aiways Center
36. 25 sierpnia 2009 – West Valley City, Utah, USA – The E Center
37. 27 sierpnia 2009 – Morrison, Kolorado, USA – Red Rocks Amphitheatre
38. 29 sierpnia 2009 – Dallas, Teksas, USA – SuperPages.com Center
39. 30 sierpnia 2009 – The Woodlands, Teksas, USA – Cynthia Woods Michelle Pavillon
40. 1 września 2009 – Atlanta, Georgia, USA – Aaron's Amphitheatre at Lake Wood
41. 4 września 2009 – Tampa, Floryda, USA – Ford Amphitheatre
42. 5 września 2009 – Sunrise, Floryda, USA – BankAtlantic Center
43. 1 października 2009 – Guadalajara, Meksyk – Arena VFG
44. 3 października 2009 – Meksyk, Meksyk – Foro Sol
45. 4 października 2009 – Meksyk, Meksyk – Foro Sol
46. 6 października 2009 – Monterrey, Meksyk – Monterrey Arena
47. 8 października 2009 – San José, Kostaryka – Autodromo La Guacima
48. 10 października 2009 – Bogota, Kolumbia – Parque Simón Bolívar
49. 13 października 2009 – Lima, Peru – Explanada Estadio Monumental
50. 15 października 2009 – Santiago, Chile – Club Hípico
51. 17 października 2009 – Buenos Aires, Argentyna – Personal Fest
52. 31 października 2009 – Oberhausen, Niemcy – König Pilsener Arena
53. 1 listopada 2009 – Brema, Niemcy – AWD-Dome
54. 3 listopada 2009 – Hanower, Niemcy – TUI Arena
55. 7 listopada 2009 – Mannheim, Niemcy – SAP Arena
56. 8 listopada 2009 – Stuttgart, Niemcy – Hanns Martin-Schleyer-Halle
57. 10 listopada 2009 – Genewa, Szwajcaria – Palexpo
58. 12 listopada 2009 – Walencja, Hiszpania – Recinto Ferial
59. 14 listopada 2009 – Lizbona, Portugalia – Pavilhão Atlantico
60. 16 listopada 2009 – Madryt, Hiszpania – Palacio de Deportes
61. 17 listopada 2009 – Madryt, Hiszpania – Palacio de Deportes
62. 20 listopada 2009 – Barcelona, Hiszpania – Palau Sant Jordi
63. 21 listopada 2009 – Barcelona, Hiszpania – Palau Sant Jordi
64. 23 listopada 2009 – Lyon, Francja – Halle Tony Garnier
65. 25 listopada 2009 – Bolonia, Włochy – FuturShow Stadion
66. 26 listopada 2009 – Turyn, Włochy – Palasport Olimpico
67. 28 listopada 2009 – Erfurt, Niemcy – Messehalle
68. 30 listopada 2009 – Rotterdam, Holandia – Ahoy Rotterdam
69. 1 grudnia 2009 – Norymberga, Niemcy – Arena Nürnberger Versicherung
70. 3 grudnia 2009 – Wiedeń, Austria – Wiener Stadthalle
71. 6 grudnia 2009 – Zurych, Szwajcaria – Hallenstadion
72. 7 grudnia 2009 – Zurych, Szwajcaria – Hallenstadion
73. 10 grudnia 2009 – Dublin, Irlandia – O2
74. 12 grudnia 2009 – Glasgow, Wielka Brytania – SECC
75. 13 grudnia 2009 – Birmingham, Wielka Brytania – LG Arena
76. 15 grudnia 2009 – Londyn, Wielka Brytania – O2 Arena
77. 16 grudnia 2009 – Londyn, Wielka Brytania – O2 Arena
78. 18 grudnia 2009 – Manchester, Wielka Brytania – Evening News Arena
79. 9 stycznia 2010 – Berlin, Niemcy – O2 World
80. 11 stycznia 2010 – Budapeszt, Węgry – Budapest Sports Arena
81. 14 stycznia 2010 – Praga, Czechy – O2 Arena
82. 17 stycznia 2010 – Liévin, Francja – Stade Couvert Regional
83. 19 stycznia 2010 – Paryż, Francja – Palais Omnisports de Bercy
84. 20 stycznia 2010 – Paryż, Francja – Palais Omnisports de Bercy
85. 23 stycznia 2010 – Antwerpia, Belgia – Sportpaleis Antwerp
86. 25 stycznia 2010 – Malmö, Szwecja – Malmö Arena
87. 26 stycznia 2010 – Göteborg, Szwecja – Scandinavium
88. 29 stycznia 2010 – Bergen, Norwegia – Vestlandshallen
89. 31 stycznia 2010 – Sztokholm, Szwecja – Globen
90. 2 lutego 2010 – Helsinki, Finlandia – Hartwall Arena
91. 4 lutego 2010 – Sankt Petersburg, Rosja – CKK Arena
92. 6 lutego 2010 – Moskwa, Rosja – Olimpijskij
93. 10 lutego 2010 – Łódź, Polska – Atlas Arena
94. 11 lutego 2010 – Łódź, Polska – Atlas Arena
95. 14 lutego 2010 – Zagrzeb, Chorwacja – Arena Zagreb
96. 17 lutego 2010 – Londyn, Wielka Brytania – Royal Albert Hall
97. 20 lutego 2010 – Londyn, Wielka Brytania – O2 Arena
98. 22 lutego 2010 – Horsens, Dania – Forum Horsens Arena
99. 23 lutego 2010 – Horsens, Dania – Forum Horsens Arena
100. 26 lutego 2010 – Düsseldorf, Niemcy – Esprit Arena
101. 27 lutego 2010 – Düsseldorf, Niemcy – Esprit Arena